# Hoya minima
Hoya minima är en oleanderväxtart som beskrevs av Julien Noël Costantin. Hoya minima ingår i släktet Hoya och familjen oleanderväxter. Inga underarter finns listade i Catalogue of Life.